# Андорно-Микка
Андорно-Микка (итал. Andorno Micca) — город в Италии, расположен в регионе Пьемонт, подчинён административному центру Бьелла (провинция).
Население составляет 3549 человек, плотность населения — 296 чел./км². Занимает площадь 12 км². Почтовый индекс — 13061. Телефонный код — 00015.
Покровителем города считается святой Лаврентий. Праздник города ежегодно празднуется 10 августа.